# Tortoise (Band)
Tortoise [ˈtɔːtəs] (englisch: Landschildkröte) ist eine Chicagoer Instrumentalband, die Mitte der 1990er Jahre den Begriff Post-Rock mitprägte. Ihre Platten erscheinen auf dem Label Thrill Jockey.

## Bandgeschichte
Der Ursprung der Band in den späten 1980er Jahren liegt in Douglas McCombs und John Herndon, die sich gerne als Rhythmus-Duo wie die Reggae-Legenden Sly und Robbie gesehen hätten. Diese Idee wurde allerdings niemals in die Tat umgesetzt, aber ihr Interesse an rhythmischer Musik und Aufnahmetechnik als Stilmittel erweckte schließlich die Aufmerksamkeit von John McEntire und Bundy K. Brown sowie etwas später Dan Bitney, die alle drei der Band beitraten, die sich seit 1992 – nach einigen Umbenennungen – schließlich Tortoise nannte. Die Musiker entwickelten im gemeinsamen Stil einen rein instrumentalen Low-Frequency-Sound. Obwohl alle Bandmitglieder als Verfasser der Songs angegeben werden, wurde McEntire schnell die führende Kraft innerhalb der Band, auch wenn er nicht der anerkannte Anführer ist (so zumindest die Auffassung der Medien). Tatsächlich waren seine zusätzlichen künstlerischen Einflüsse vor allem als Tontechniker und Mischer wahrzunehmen.
Die erste Single der Band wurde 1993 veröffentlicht und ihr Debütalbum Tortoise folgte ein Jahr später. Durch den instrumentalen Stil, das gemäßigte Tempo sowie die unüblichen Instrumente – zwei Bässe, drei Schlagzeuge, Vibraphone und Marimbas – bekam das Album langsam Aufmerksamkeit und Lob. Ein Remixalbum – Rhythms, Resolutions and Clusters – folgte.
Danach verließ Brown die Band und wurde durch Dave Pajo ersetzt, der vorher bei Slint vor allem Bass, bei Tortoise aber auch die erste aufgenommene Gitarre spielte. Mit ihm veröffentlichte Tortoise 1996 den stärker elektronisch ausgerichteten Tonträger Millions Now Living Will Never Die, ein Durchbruch in Qualität wie auch in Publikumswirksamkeit.
1998 veröffentlichte Tortoise TNT, das Album, das wohl am meisten Jazzeinflüsse zeigt. Für das Album wurde Pajo durch Jeff Parker ersetzt, der ein profilierter Jazzgitarrist ist. Gemeinsame Auftritte der Band mit Fred Anderson, Tom Zé oder The Ex folgten.
Im Jahre 2001 wurde Standards veröffentlicht; es enthält mehr elektronische Elemente und wurde stärker nachbearbeitet als die früheren Alben. Standards ist das einzige Album von Tortoise auf dem Electronica-Label Warp Records. 2004 wurde das Album It’s All Around You veröffentlicht. Im Jahre 2006 veröffentlichten sie The Brave and The Bold, das durch eine Zusammenarbeit mit Bonnie ‘Prince’ Billy entstand und ausschließlich Coverversionen anderer Bands enthält.

Im August 2006 erschien A Lazarus Taxon, ein Set bestehend aus drei CDs und einer DVD, die B-Seiten, Singles und Remixes aus den Jahren 1995 bis 2001 sowie die vergriffene EP Rhythms, Resolutions and Clusters enthält.
Die Vielschichtigkeit im Gesamtklang ist über alle bisherigen Veröffentlichungen gleich geblieben, auch wenn in einigen Stücken durchaus Pop und elektronische Tanzmusik zitiert werden – eine Änderung im Sound, vergleicht man es noch mit Songs auf dem selbstbetitelten Debütalbum.

## Stil
Tortoise war eine der ersten amerikanischen Indie-Rock-Bands, die Krautrock, Dub, Minimalismus, elektronische Musik und verschiedene Jazz-Stile in ihre Musik eingearbeitet haben, anstatt auf die damals gängigeren Stilrichtungen der Rockmusik – Rock’n’Roll und Punk – zu setzen. Typisch für den Klang der Band ist der oft collagenartige Umgang mit verschiedenen stilistischen Elementen und deren Verfremdung im Studio. Die fast vollständig instrumentale Musik von Tortoise entzieht sich also aufgrund ihrer vielfältigen Einflüsse einer einfachen Kategorisierung.
Häufig wird Tortoise als einer der Wegbereiter für den Erfolg und die Entwicklung des Post-Rock genannt.
Die Mitglieder der Band haben Wurzeln in Chicagos vielgestaltiger Musikszene und haben in mehreren Indie-Rock- und Punk-Bands gespielt.

## Diskografie

### Studioalben
- 1994: Tortoise (Thrill Jockey)
- 1995: Rhythms, Resolutions and Clusters (Thrill Jockey)
- 1996: Millions Now Living Will Never Die (Thrill Jockey)
- 1996: Remixed (Tokuma Japan Communications)
- 1998: TNT (Thrill Jockey)
- 2001: Standards (Warp Records)
- 2004: It’s All Around You (Thrill Jockey)
- 2006: The Brave and the Bold (Domino Recording Company Ltd.) mit Bonnie ‘Prince’ Billy, Cover-Album
- 2009: Beacons of Ancestorship (Thrill Jockey / Rough Trade)
- 2016: The Catastrophist

### EPs
- 1999: In the Fishtank (In the Fishtank) mit The Ex

### Kompilationen
- 2006: A Lazarus Taxon (Thrill Jockey)